# Aldabra (archipelag)
Aldabra – grupa 66 wysp wchodzących w skład Wysp Zewnętrznych Seszeli. Leżą 1000 km na południowy zachód od stolicy kraju Victorii na wyspie Mahé.
| Wyspa/atol | Powierzchnia (km²) | Typ                                             | Liczba ludności | Gęstość |
| ---------- | ------------------ | ----------------------------------------------- | --------------- | ------- |
| Aldabra    | 155                | atol z czterema głównymi i 40 małymi wysepkami  | 0               | 0       |
| Assumption | 11,07              | pojedyncza wyspa na rafie                       | 7               | 0,63    |
| Astove     | 4,96               | atol z jedną wyspą                              | 0               | 0       |
| Cosmoledo  | 4,96               | atol z dwoma głównymi i 18 mniejszymi wysepkami | 0               | 0       |
| Aldabra    | 175,33             | archipelag                                      | 7               | 0,04    |

Jedyna pozostała osada ludzka znajduje się na wyspie Assumption, nie licząc stacji badawczej Aldabra na wyspie Picard, na atolu Aldabra, poza tym są tam opuszczone osady na wyspach Astove i Menai na atolu Cosmoledo.